# Kommissar für Forschung, Wissenschaft und Innovation
Der Kommissar für Forschung, Wissenschaft und Innovation ist ein Mitglied der Europäischen Kommission. Das Ressort existiert seit 1967 mit unterschiedlichen Bezeichnungen und Zuschnitten; zuletzt hieß es bis 2014 Forschung und Innovation.

## Bisherige Amtsinhaber
| Kommissar              | Amtszeit  | Staat       | nationale Partei | europäische Partei/ politische Richtung |
| ---------------------- | --------- | ----------- | ---------------- | --------------------------------------- |
| Ekaterina Sachariewa   | seit 2024 | Bulgarien   | GERB             | EVP                                     |
| Iliana Iwanowa         | 2023–2024 | Bulgarien   | GERB             | EVP                                     |
| Marija Gabriel         | 2019–2023 | Bulgarien   | GERB             | EVP                                     |
| Carlos Moedas          | 2014–2019 | Portugal    | PSD              | EVP                                     |
| Máire Geoghegan-Quinn  | 2010–2014 | Irland      | FF               | ELDR                                    |
| Janez Potočnik         | 2004–2010 | Slowenien   | LDS nahestehend  | ELDR nahestehend                        |
| Philippe Busquin       | 1999–2004 | Belgien     | PS               | SPE                                     |
| Édith Cresson          | 1995–1999 | Frankreich  | PS               | SPE                                     |
| Antonio Ruberti        | 1993–1995 | Italien     | PSI              | SPE                                     |
| Filippo Maria Pandolfi | 1989–1993 | Italien     | DC               | EVP                                     |
| Karl-Heinz Narjes      | 1985–1989 | Deutschland | CDU              | EVP                                     |
| unbesetzt              | 1981–1985 |             |                  |                                         |
| Guido Brunner          | 1977–1981 | Deutschland | FDP              | ELDR                                    |
| Ralf Dahrendorf        | 1973–1977 | Deutschland | FDP              | ELDR                                    |
| Altiero Spinelli       | 1970–1973 | Italien     | PCI nahestehend  | eurokommunistisch                       |
| Fritz Hellwig          | 1967–1970 | Deutschland | CDU              | christdemokratisch                      |